# Zopherinae
Zopherinae là một phân họ của bọ cánh cứng, thường được biết đến với tên ironclad beetles.
Cùng với phân họ Usechinae, trong lịch sử chúng được coi là một họ, nhưng gần đây đã được gia nhập thêm một số đơn vị phân loại bổ sung, làm cho Zopheridae trở thành một họ tổng hợp lớn hơn nhiều, và Zopherinae giờ chỉ là một thành phần nhỏ trong nó, bao gồm bảy chi trong bộ tộc Zopherini và một chi, Phellopsis trong tông của chính nó (Phellopsini).
Những con bọ này rõ ràng là loài ăn nấm và có liên quan đến gỗ mục nát, và như tên gọi chung của chúng, có một trong những bộ vỏ cứng nhất trong số tất cả các bộ xương ngoài động vật chân đốt; Ở một số loài, hầu như không thể chọc thủng côn trùng xuyên qua cơ thể chúng nếu không dùng mũi khoan nhỏ để tạo lỗ trước.
Khi bị quấy rầy, chúng giả chết.
Một số loài trong chi Zopherus ở Mexico được trang trí bằng đồ trang sức gắn trên cơ thể của chúng và được bán dưới dạng trâm sống, được gọi là ma'kech. 

## Hình ảnh

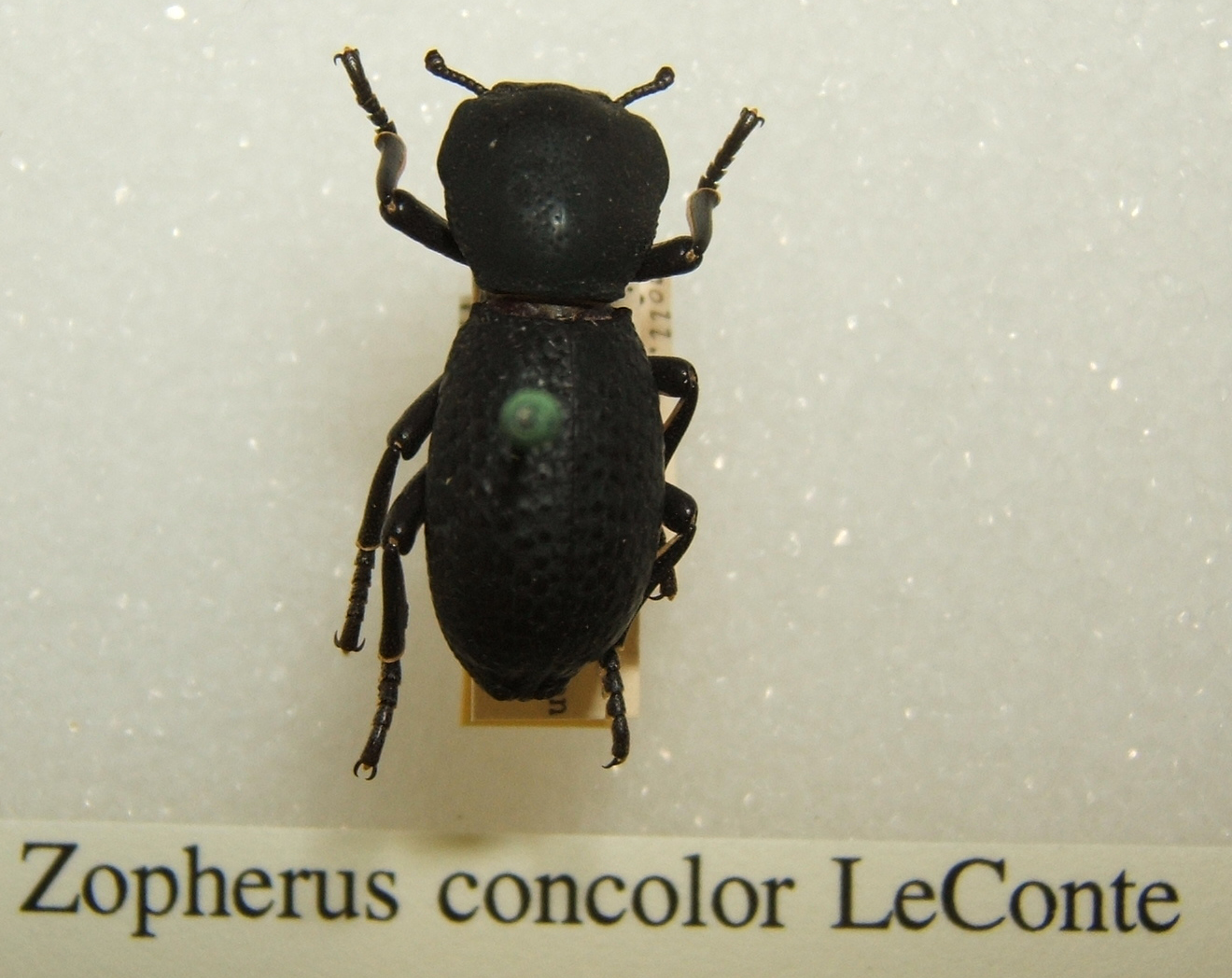

## Các loài tiêu biểu
- Chi Phellopsis LeConte, 1862

Phellopsis montana Casey, 1907
Phellopsis obcordata (Kirby, 1837)
Phellopsis porcata
Phellopsis robustula Casey, 1907
- Chi Nosoderma Solier, 1841

Nosoderma aequale
Nosoderma diabolicum (LeConte, 1851)
Nosoderma exsculptum
Nosoderma guatemalense
Nosoderma inaequale
Nosoderma plicatum (LeConte, 1859)
Nosoderma sylvaticum
Nosoderma zunilense
- Chi Zopherus Laporte, 1840

Zopherus championi Triplehorn, 1972
Zopherus chilensis
Zopherus concolor LeConte, 1851
Zopherus elegans Horn, 1870
Zopherus gracilis Horn, 1867
Zopherus granicollis Horn, 1885
Zopherus jansoni
Zopherus jourdani
Zopherus laevicollis
Zopherus nervosus
Zopherus nodulosus Solier, 1841
Zopherus opacus Horn, 1867
Zopherus sanctaehelenae (Blaisdell, 1931)
Zopherus tristis LeConte, 1851
Zopherus uteanus (Casey, 1907)
Zopherus xestus Triplehorn, 1972